# Goni (sac)
 (décembre 2023).
Si vous disposez d'ouvrages ou d'articles de référence ou si vous connaissez des sites web de qualité traitant du thème abordé ici, merci de compléter l'article en donnant les références utiles à sa vérifiabilité et en les liant à la section « Notes et références ».
Pour les articles homonymes, voir Goni.

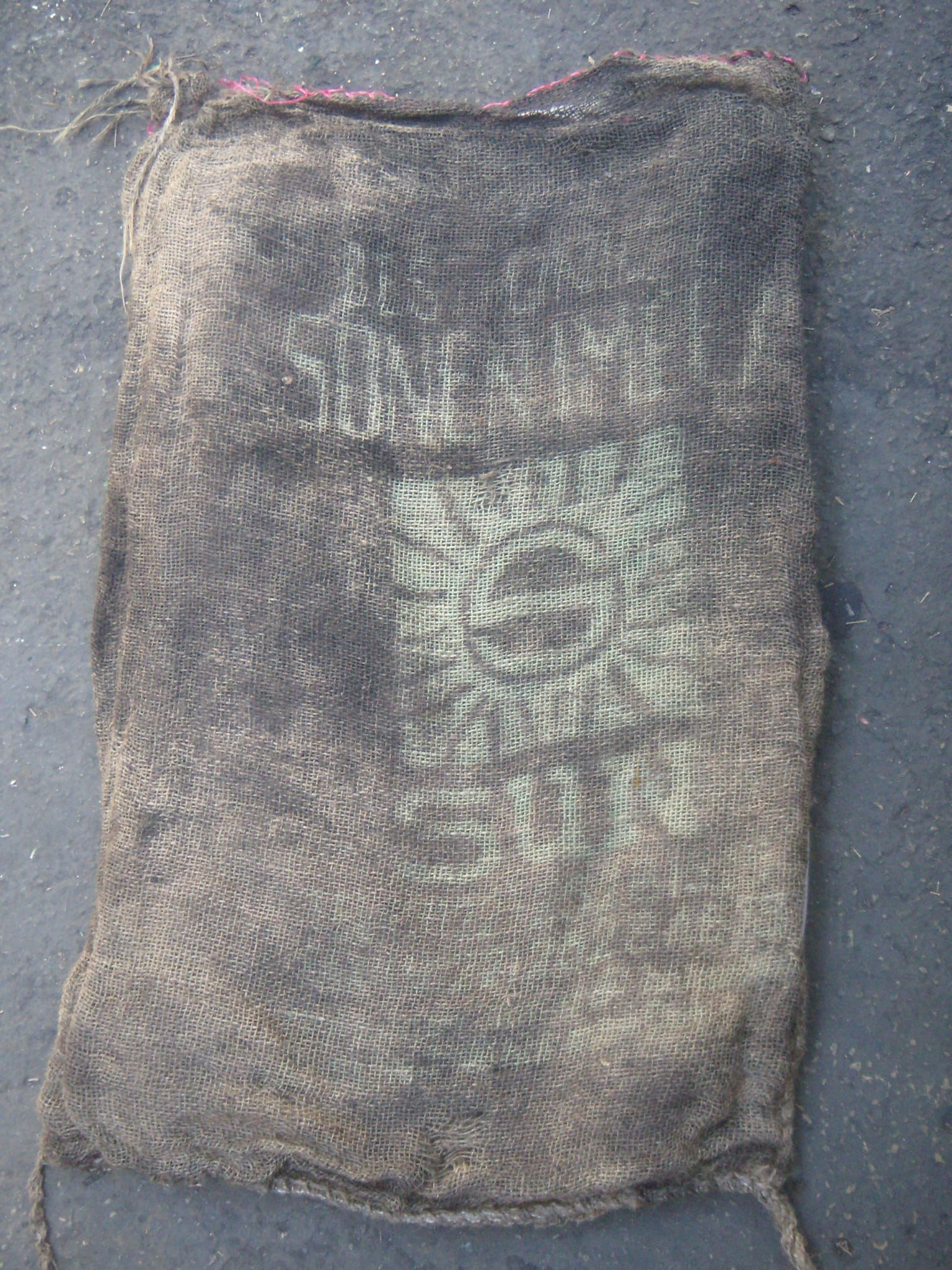
Un goni.

À La Réunion, un goni est un sac en toile de jute.
Le terme goni vient de l'hindi goni qui signifie sac.
Nombre de marchandises arrivant en vrac par bateaux étaient conditionnées dans ce sac de toile de jute mesurant 1 mètre sur 60 centimètres. Sa résistance, sa texture aérée et sa forme en ont fait un mode de conditionnement pratique, économique et écologique très utilisé dans le commerce maritime.
Avant l'arrivée du plastique, ces sacs servaient d'emballage à de nombreux produits alimentaires (comme le riz, le maïs, le café, les céréales et les graines en tout genre...) mais également à l'exportation du sucre de canne.
Vide, la population locale lui a trouvé des usages multiples : outre son utilisation pour transporter le fourrage ou les récoltes, certains s'en servaient de paillasson à l'entrée de leur case, de rideaux ou encore de portes. On confectionnait également avec ces sacs, des matelas de paille de maïs, et même des habits et des souliers (ou savate goni), solides quoique peu confortables.
Les travailleurs s'en entouraient les jambes pour travailler dans les champs de canne à sucre et se protéger des fourmis, ou s'en recouvraient le dos et la tête pour se protéger de la pluie.
La Maison du peuplement des hauts à Cilaos possède un exemplaire de chaise à porteur dont l'assise et le dossier sont confectionnés en toile de goni.  
Certains artistes les utilisent aujourd'hui comme support pour leurs créations, et peignent ou brodent dessus.

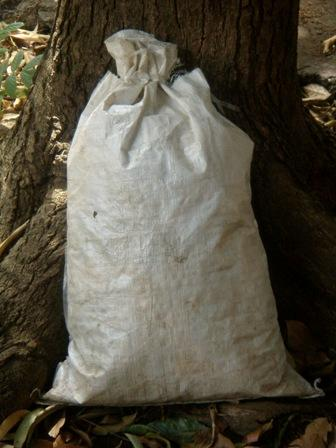
Goni synthétique.

Cependant, de nos jours, les gonis en toile de jute ont quasiment disparu à la Réunion, et il faut aller sur les marchés aux légumes pour en voir quelques-uns usagés et souvent rapiécés.
Les gens utilisent la version moderne et synthétique, qui ne possède plus du tout les qualités écologiques des anciens sacs en toile de jute, mais on les trouve bien plus facilement et ils se conservent mieux.

## Proverbe
- « Goni vide y tien pas d'bout » (créole) signifie qu'il ne faut pas partir le ventre vide.